# Embajada persa a Luis XIV

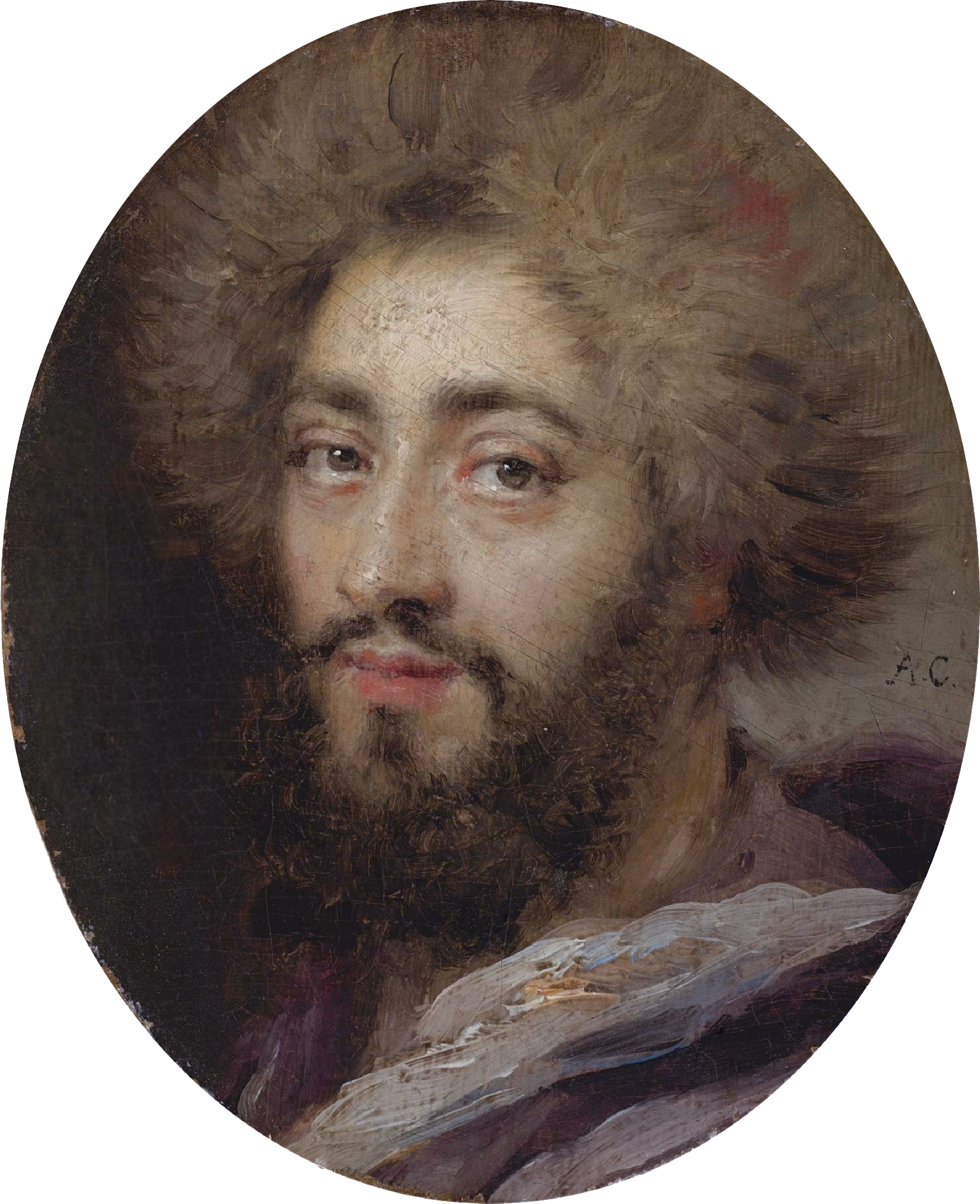
El embajador persa Mehemet Riza Beg.

La embajada persa a Luis XIV causó una dramática oleada en la corte de Luis XIV en 1715, el año de la muerte del Rey Sol. Mohammed Reza Beg (también llamado en fuentes francesas Méhémet Riza Beg) fue un funcionario de alto rango del gobernador persa de la provincia de Ereván (Armenia). Había sido elegido por el emperador safavid Hussein de Persia para la misión, y viajó con un gran séquito, según lo apropiado para el diplomático de un poderoso imperio. 

## La embajada

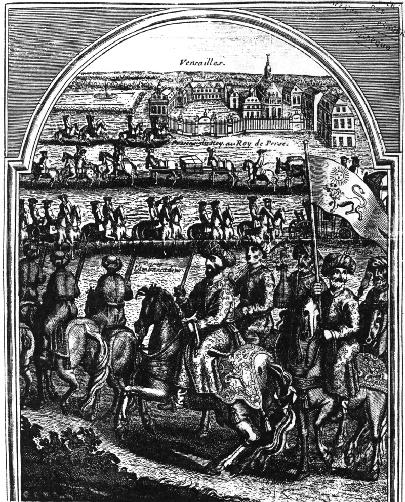
Entrada de Mohammad Reza Beg en Versalles.

La escena de la entrada del embajador persa en París el 7 de febrero de 1715 fue descrita por François Pidou de Saint-Olón (1646-1720), un noble que se delega la posición diplomática de oficial de enlace de la delegación persa:

Diez persas o armenios a caballo con largos rifles adornados. Dos armenios a cargo del cuidado de los regalos del rey persa. Dos páginas del embajador, su maestro de ceremonias, su secretario y el intérprete. El embajador en un caballo enjaezado con la persiana. Lacayos persas y armenios del embajador alrededor de su caballo. El portador del escudo del embajador llevando el estandarte del rey persa, marchando inmediatamente detrás de él con una página que llevaba el sable del embajador.

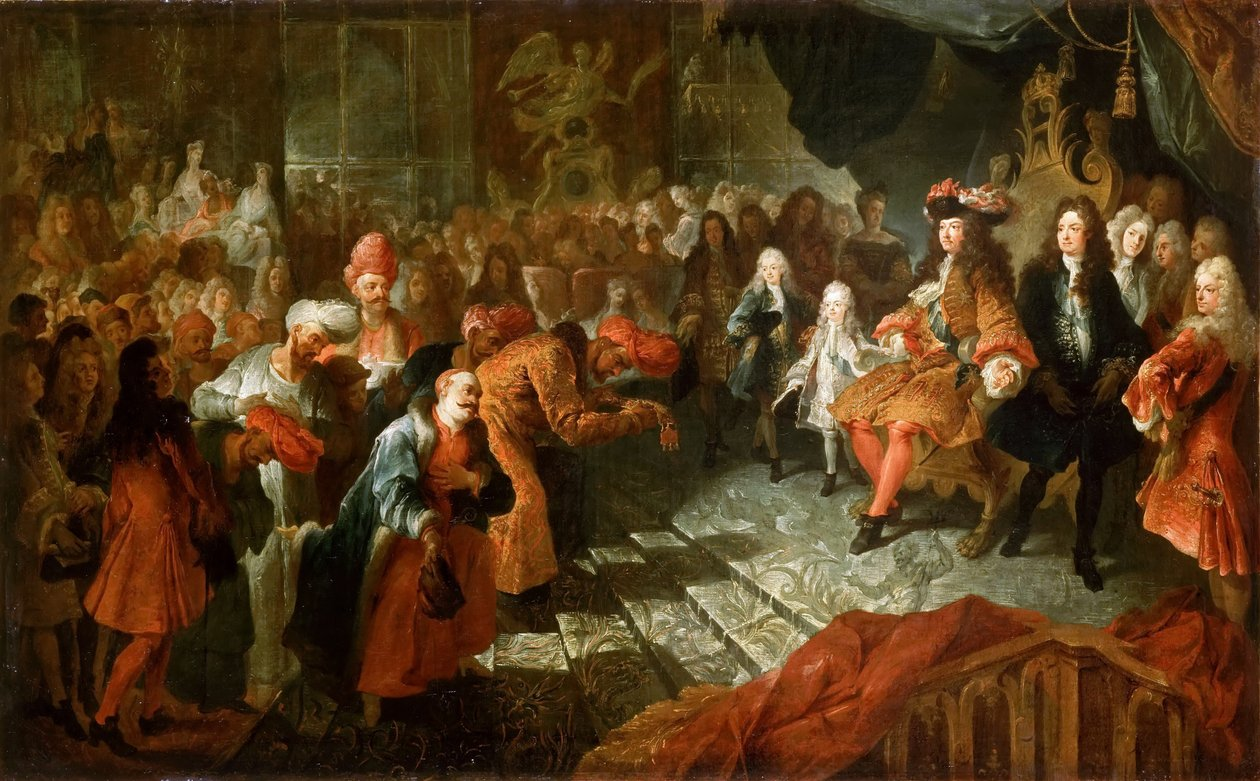
Ambassade de Persie auprès de Louis XIV, estudio de Antoine Coypel, c. 1715

Durante varios meses que pasó en Versalles, Reza Beg llevó a cabo negociaciones para establecer tratados comerciales entre Persia y Francia, así como acuerdos específicos sobre la instalación de consulados. Consultó con los franceses sobre posibles operaciones militares conjuntas contra el Imperio Otomano. Pero las negociaciones se vieron obstaculizadas por el mal estado de salud de Luis XIV. Sin embargo, Mohammed Reza Beg regresó a Persia en otoño de 1715 con tratados sobre comercio y amistad entre Francia y Persia que se habían firmado en Versalles el 13 de agosto. Como otro resultado de la misión diplomática, se estableció un consulado persa permanente en Marsella, el principal puerto del Mediterráneo francés para el comercio con el Este, que pronto estuvo a cargo de Hagopdjan de Deritchan.

## Influencias en literatura
Sin embargo, durante el tiempo que pasó en París, abundaban las especulaciones febriles sobre este personaje exótico, sus facturas impagadas, su estilo de vida lujoso pero exótico, los eventuales amoríos, todo concentrado en un romance de la bella pero repetidamente secuestrada georgiana, Amanzolide, por M. d'Hostelfort, Amanzolide, nouvelle historique et galante, qui contient les aventures secrètes de Mehemed-Riza-Beg, embajador de Sophi de Perse à la cour de Louis le Grand en 1715 . (París: P. Huet, 1716). Fue traducido rápidamente al inglés, como manzolide, story of the life, the amours and the secret adventures of Mehemed-Riza-Beg, Persian ambassador to the court of Louis the Great in 1715 una verdadera turquerie, o imaginativa fantasía oriental, que no discriminaba demasiado entre la Turquía otomana y Persia safávida.
Los resultados literarios más permanentes se plasmaron en las Cartas persas (1725) de Montesquieu, en las que se colocó una crítica satírica de la sociedad francesa en la pluma de un imaginado persa homme de bonne volonté, un "hombre de buena voluntad". 
Las Memorias de Saint-Simon para ese año registran chismes contemporáneos de la corte de que el embajador era en realidad un comerciante ordinario de tierras persas, quizás enviado por "el gobernador de su provincia con negocios para realizar transacciones en Francia" y presentado como embajador por Pontchartrain, ministro de comercio y mucho más, esencialmente en un intento exitoso de alegrar al anciano rey. Dice del embajador que "no parecía haber nada genuino en él, y su comportamiento era tan vergonzoso como su miserable suite y sus miserables regalos". Además, no produjo credenciales ni instrucciones del Rey de Persia o sus ministros."